# Goldflügel-Honigfresser

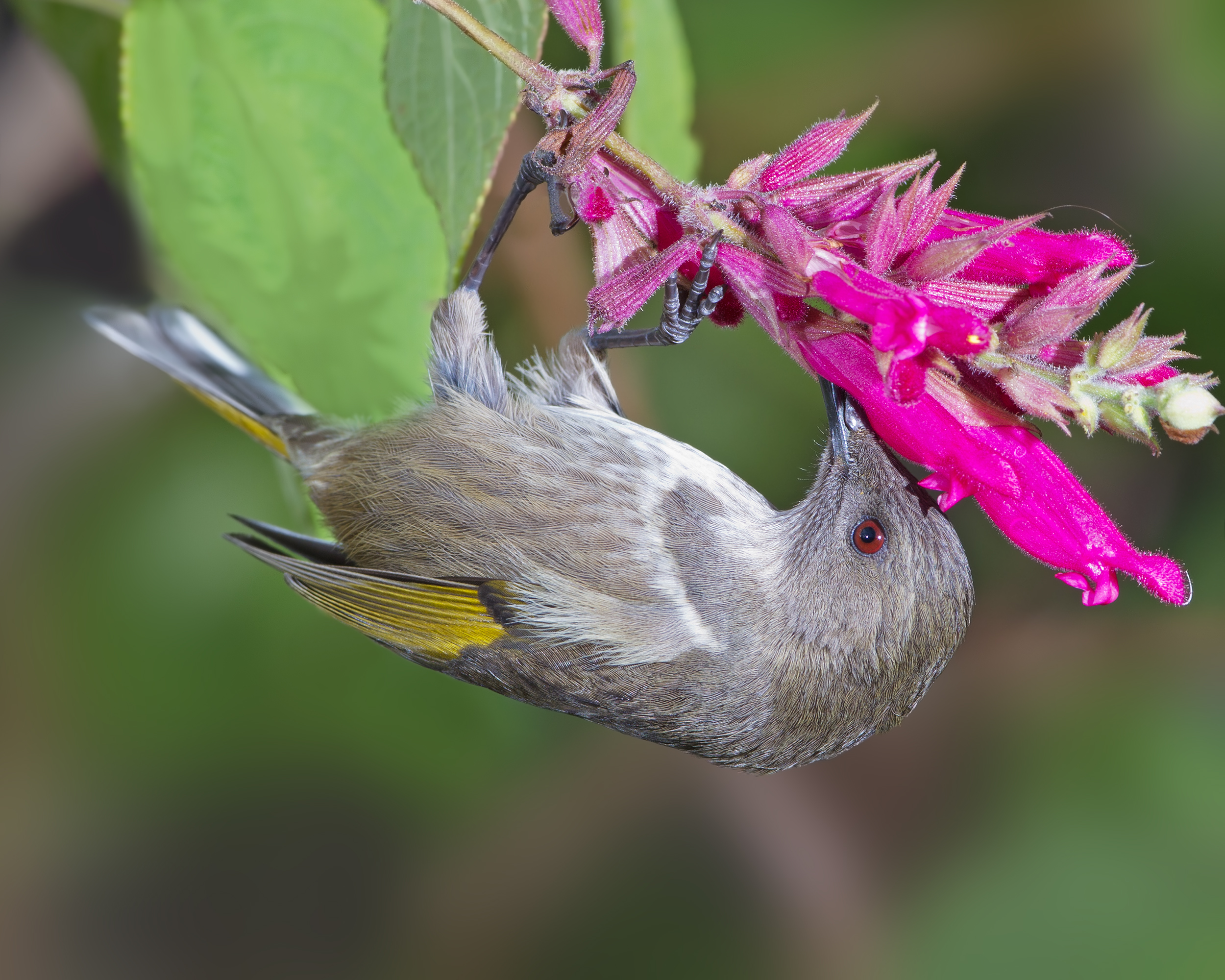
Goldflügel-Honigfresser, Weibchen

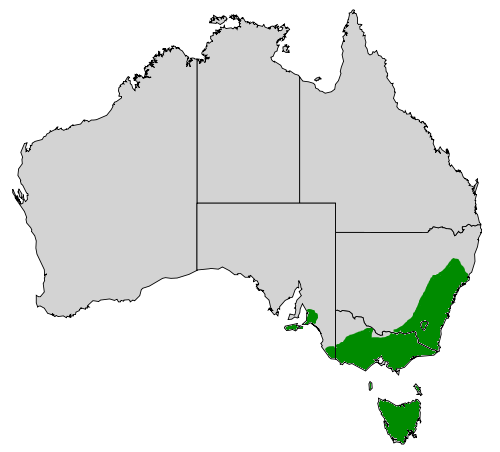
Verbreitungsgebiet des Goldflügel-Honigfressers

Der Goldflügel-Honigfresser (Phylidonyris pyrrhopterus) ist ein endemisch in Australien vorkommender Singvogel aus der Familie der Honigfresser.

## Merkmale
Goldflügel-Honigfresser erreichen eine Länge von maximal 17 Zentimetern und ein Gewicht von 12 bis 23 Gramm. Die Geschlechter zeigen einen deutlichen Sexualdimorphismus. Die Männchen haben eine graubraune Oberseite. Von den ebenso gefärbten Flügeln und Schwanzfedern heben sich goldgelbe Bereiche ab. Im Gesicht befindet sich ein schwarzer Zügel sowie ein weißer Überaugenstreif. Die weiße Kehle ist leicht schwarz gestrichelt. Die Brust wird von breiten, dunkelgrauen, halbmondförmigen Streifen eingefasst. Der Bauch ist weiß, die Flanken grau. Die Weibchen zeigen eine ähnliche Zeichnung, die jedoch wesentlich blasser und undeutlicher ist. Die Iris ist bei beiden Geschlechtern dunkelrot, der Schnabel schwarz, Beine und Füße sind grau.

## Ähnliche Arten
Die ähnlichen Honigfresserarten Weißaugen-Honigfresser (Phylidonyris novaehollandiae) und Weißwangen-Honigfresser (Phylidonyris niger) zeigen zwar ebenfalls gelbe Bereiche auf den Flügeln, unterscheiden sich vom Goldflügel-Honigfressers jedoch durch das Fehlen der halbmondförmigen Zeichnung auf der Brust sowie abweichende Zeichnungselement am Kopf.

## Verbreitung, Unterarten und Lebensraum
Der Goldflügel-Honigfresser kommt im Südosten Australiens vor. Die Nominatform Phylidonyris pyrrhopterus pyrrhopterus ist im Südosten von New South Wales, in Victoria, der Südostspitze von South Australia  und in Tasmanien heimisch. Die Unterart Phylidonyris pyrrhopterus halmaturinus ist auf  den Mount Lofty Ranges sowie auf Kangaroo Island zu finden. Bevorzugter Lebensraum sind bergige, feuchte Wälder mit Eukalyptusbäumen. Die Höhenverbreitung reicht vom Meeresspiegel bis auf 1680 Meter. Während der Herbst- und Wintermonate verlassen die Vögel kältere, höhergelegene Gebiete und sind zuweilen auch in Gärten und Parkanlagen anzutreffen.

## Lebensweise
Goldflügel-Honigfresser leben paarweise oder in kleinen Gruppen. Die Vögel ernähren sich hauptsächlich von Gliederfüßern sowie Blütennektar. Die Art brütet in den Monaten Juli bis März. Die Paare bilden langjährige Partnerschaften und verteidigen ihr Revier lautstark gegen andere Arten. Das tassenförmige Nest wird aus trockenem Gras, Wurzeln und Rindenstreifen gefertigt, mit Moos, Federn und Fell ausgekleidet und gerne in der Mitte eines Strauchs angelegt. Das Gelege besteht aus einem, zwei oder drei Eiern. Das Weibchen brütet alleine für 13 Tage. Sobald die Küken geschlüpft sind, werden sie von beiden Eltern gefüttert. Nach Verlassen des Nests werden sie weiterhin für ca. zwei Wochen von den Eltern versorgt.

## Gefährdung
Da die Bestände des Goldflügel-Honigfressers in Australien stabil sind, wird die Art von der Weltnaturschutzorganisation IUCN als „least concern = nicht gefährdet“ geführt.
Obwohl als nicht gefährdet klassifiziert, ist die Art für viele Bedrohungen anfällig. Die Qualität der zur Fortpflanzung benötigten Wälder nimmt aufgrund von Buschfeuern, Dürren und Urbanisierung ab und schränkt dadurch ihren Lebensraum ein. Eine weitere Bedrohung stellen invasive Tiere und Hauskatzen dar. Da die Vögel eine langfristige Partnerschaft eingehen, endet die Zucht eines Paares, wenn ein Partner stirbt.